# ویلو اسمیت
ویلو اسمیت (به انگلیسی: Willow Smith؛ زادهٔ ۳۱ اکتبر ۲۰۰۰) که همچنین به‌طور تک‌نام با نام ویلو شناخته می‌شود، خوانندهٔ آمریکایی می‌باشد. وی دختر ویل اسمیت و جادا پینکت اسمیت است.

## زندگی هنری
ویلو کار هنری خود را از سال ۲۰۰۷ با بازی در فیلم " من افسانه هستم " آغاز کرد و در سال ۲۰۱۰ پای در عرصه موسیقی گذاشت و اولین آهنگ خود با نام "Whip My Hair" که در شرکت ضبط آهنگ "جی زی رکورد" ضبط شد وارد بازار کرد که مقام یازدهم را در جدول بیلبورد ۱۰۰ بدست آورد.
جیدن اسمیت بازیگر و رپر آمریکایی، برادر او است.

## فعالیت‌ها

### فیلم‌ها
- ۲۰۰۷: I Am Legend در نقش مارلی نویل
- ۲۰۰۸: کیت کیترج: یک دختر آمریکایی در نقش کانتی گاربی
- ۲۰۰۸: Madagascar: Escape 2 Africa صدای شخصیت گلوریا
- ۲۰۰۹: Merry Madagascar در نقش اَبی
- ۲۰۱۰: True Jackson, VP
- ۲۰۱۱: Ancestors of Odysseus: Bashirt

### آهنگ‌ها
- ۲۰۱۰: Whip My Hair
- ۲۰۱۱: 21st Century Girl
- ۲۰۱۵: Wait a Minute

### موزیک ویدئوها
- ۲۰۱۰: Whip My Hair
- ۲۰۱۱: 21st Century Girl
- ۲۰۱۵: Wait a Minute

## جوایز
- ۲۰۰۹: برنده جایزه بهترین بازیگر جوان برای فیلم Kit Kittredge: An American Girl